# Ruthard
Ruthard (... – prima del 31 agosto 790) è stato un nobile franco che ha lasciato molte tracce nella storia della Germania nella metà dell'VIII secolo, Conte di Argengau tra il 749 e il 769.

## Origine
Secondo lo storico francese Christian Settipani, esperto in genealogie, Guelfo I era figlio del conte Rothard, nobile carolingio, originario della zona compresa fra tre fiumi: la Mosella il Reno e la Mosa e dalla moglie di cui non si conoscono né il nome né gli ascendenti.
Secondo il cronista Eccardo IV, la nobile discendenza della casata alla famiglia dei Welfen, denominati anche Guelfi, viene fatta risalire ai vecchi Guelfi, che ebbero come capostipite Ruthard († prima del 31 agosto 790), nominato dal sovrano carolingio, assieme al pari dignitario conte Warin o Guerino in qualità di administratores Alamanniae.

## Biografia
Ruthard amministratore dell’Alemannia di Pipino il Breve, dopo la rottura del ducato Alemanno dai carolingi e la sanguinosa strage di Cannstatt (746) con Guerino di Turgovia, organizzano la contea Frankish costituzionale e fiscale a Montbéliard, dove ha prevalso la regola Frankish. Ruthard fu attivo principalmente a nord del lago di Costanza, mentre Guerino a sud del lago.
Nel 748 fondò il monastero di Arnulfsau, che in seguito fu trasferito a Schwarzach (comunità di Rheinmünster).
Verso la fine dell'VIII secolo, Guelfo sposò Edvige di Sassonia (figlia d'Isanbard di Guerino e Adelinde, entrambi sono i fondatori del monastero di Buchau 770), come conferma il cronista Thegano, che precisa che era di nobilissima origine sassone e secondo l'Annalista Saxo, discendeva dalla famiglia degli Eticonidi.
Nell'819, Guelfo diede in sposa la figlia maggiore, Giuditta, definita molto bella, all'imperatore, Ludovico il Pio, vedovo da circa un anno di Ermengarda di Hesbaye.

### Letteratura
- Wolfgang Hartung: Die Herkunft der Welfen aus Alamannien. S. 23–55 (Digitalisat, PDF Archiviato il 29 novembre 2020 in Internet Archive.)
- Eccardo IV: St. Galler Klostergeschichten (= Ausgewählte Quellen zur Deutschen Geschichte des Mittelalters. Bd. 10). Übersetzt von Hans F. Haefele. 5., bibliographisch aktualisierte und um einen Nachtrag erweiterte Auflage. Mit einem Nachtrag von Steffen Patzold. Wissenschaftliche Buchgesellschaft, Darmstadt 2013, ISBN 978-3-534-26033-1.
- Hans Jänichen: Warin, Ruthard und Scrot. Besitzgeschichtliche Betrachtungen zur Frühgeschichte des Stiftes Buchau. In: Zeitschrift für Württembergische Landesgeschichte. Bd. 14, 1955, S. 372–384.
- Josef Fleckenstein: Über die Herkunft der Welfen und ihre Anfänge in Süddeutschland. In: Gerd Tellenbach (Hrsg.): Studien und Vorarbeiten zur Geschichte des Großfränkischen und frühdeutschen Adels (= Forschungen zur Oberrheinischen Landesgeschichte. Bd. 4, ISSN 0532-2197 (WC · ACNP)). Albert, Freiburg (Breisgau) 1957, S. 71–136.
- Michael Borgolte: Die Grafen Alemanniens in merowingischer und karolingischer Zeit. Eine Prosopographie (= Archäologie und Geschichte. Bd. 2). Thorbecke, Sigmaringen 1986, ISBN 3-7995-7351-8 (Zugleich: Freiburg (Breisgau), Universität, Habilitations-Schrift, 1981/1982).
- Rudolf Schieffer: Die Karolinger (= Kohlhammer-Urban-Taschenbücher. 411). Kohlhammer, Stuttgart u. a. 1992, ISBN 3-17-010759-3.
- Andreas Thiele (Historiker): Erzählende genealogische Stammtafeln zur europäischen Geschichte. Band 1: Deutsche Kaiser-, Königs-, Herzogs- und Grafenhäuser. Teilband 1. 2., überarbeitete und erweiterte Auflage. R. G. Fischer, Frankfurt am Main 1993, ISBN 3-89406-965-1, Tafel 27.